# Reazione di Buchwald-Hartwig
In chimica organica, la reazione di Buchwald-Hartwig (o amminazione di Buchwald-Hartwig) è una reazione di accoppiamento ossidativo che permette la formazione di un legame carbonio-azoto. Anche se simili reazioni erano già note negli anni '80, l'amminazione prende il nome da Stephen L. Buchwald e John F. Hartwig, che fra il 1994 e il 2000 pubblicarono importanti studi su questa reazione.
La reazione, catalizzata dal palladio con ligandi al fosforo, permette la formazione di un legame fra un atomo di carbonio aromatico e un'ammina. È un legame particolarmente difficile, poiché i metodi tradizionali (come la Sostituzione nucleofila aromatica) falliscono o richiedono condizioni proibitive.

## Meccanismo di reazione
Il ciclo catalitico prevede dapprima l'addizione ossidativa dell'alogenuro arilico sull'atomo di palladio. L'ammina si lega anch'essa al metallo e, grazie alla presenza di una base, viene deprotonata. Successivamente, l'eliminazione riduttiva dei due composti organici dal metallo forma la nuova molecola. Una scelta appropriata dei ligandi impedisci altri tipi di reazione, come la beta-eliminazione dell'ammina.